# Catarina Lourenço
Catarina Lourenço (12 de febrero de 2000) es una deportista de Portugal que compite en atletismo. Ganó una medalla de bronce en el Campeonato Europeo de Atletismo por Equipos de 2019, en la prueba de 4 × 100 m.